# Citroën ZX
Citroën ZX – samochód osobowy klasy kompaktowej produkowany przez francuską markę Citroën produkowany w latach 1991–1998 oraz 1994–2009 na licencji.

## Historia i opis modelu

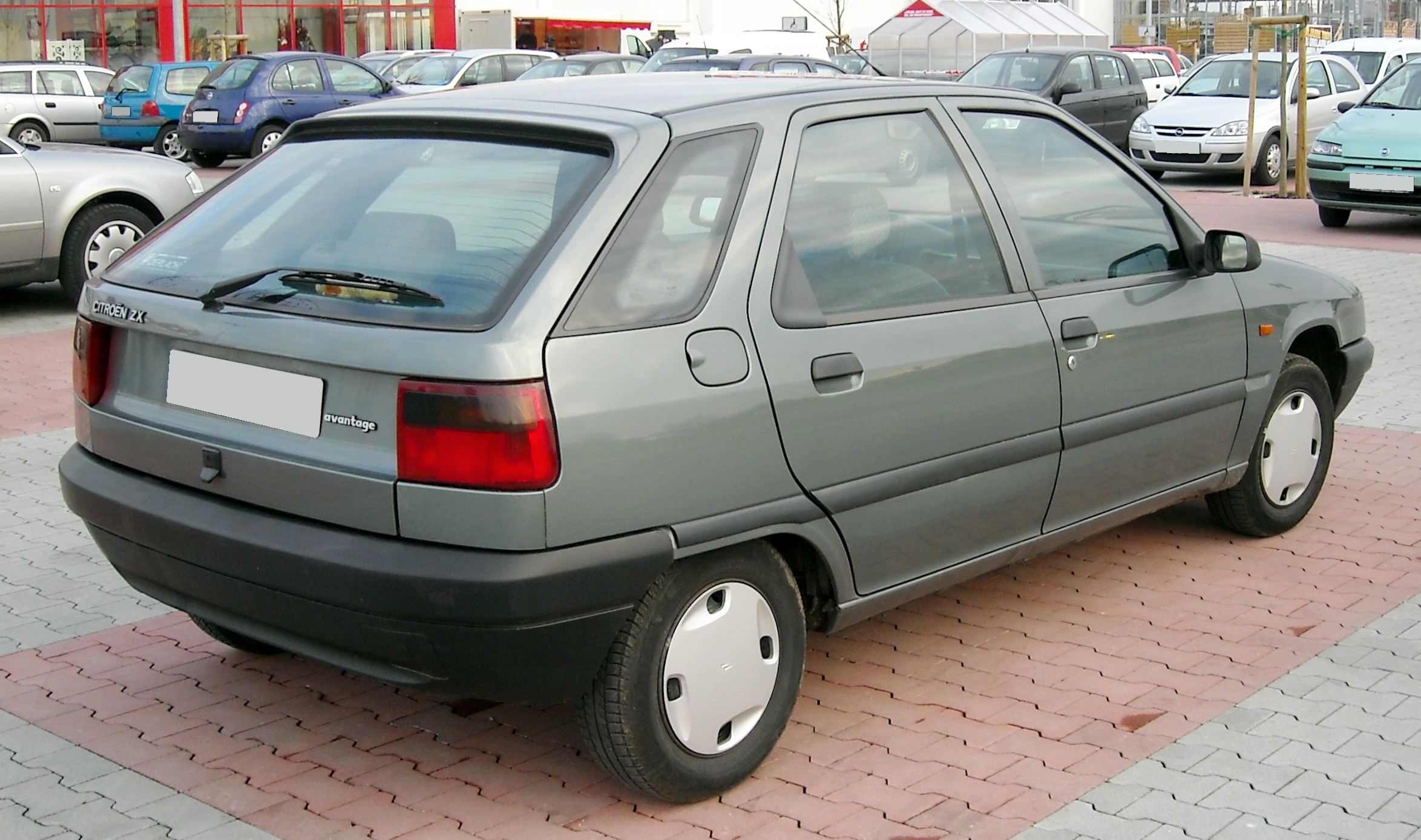
Citroën ZX - tył

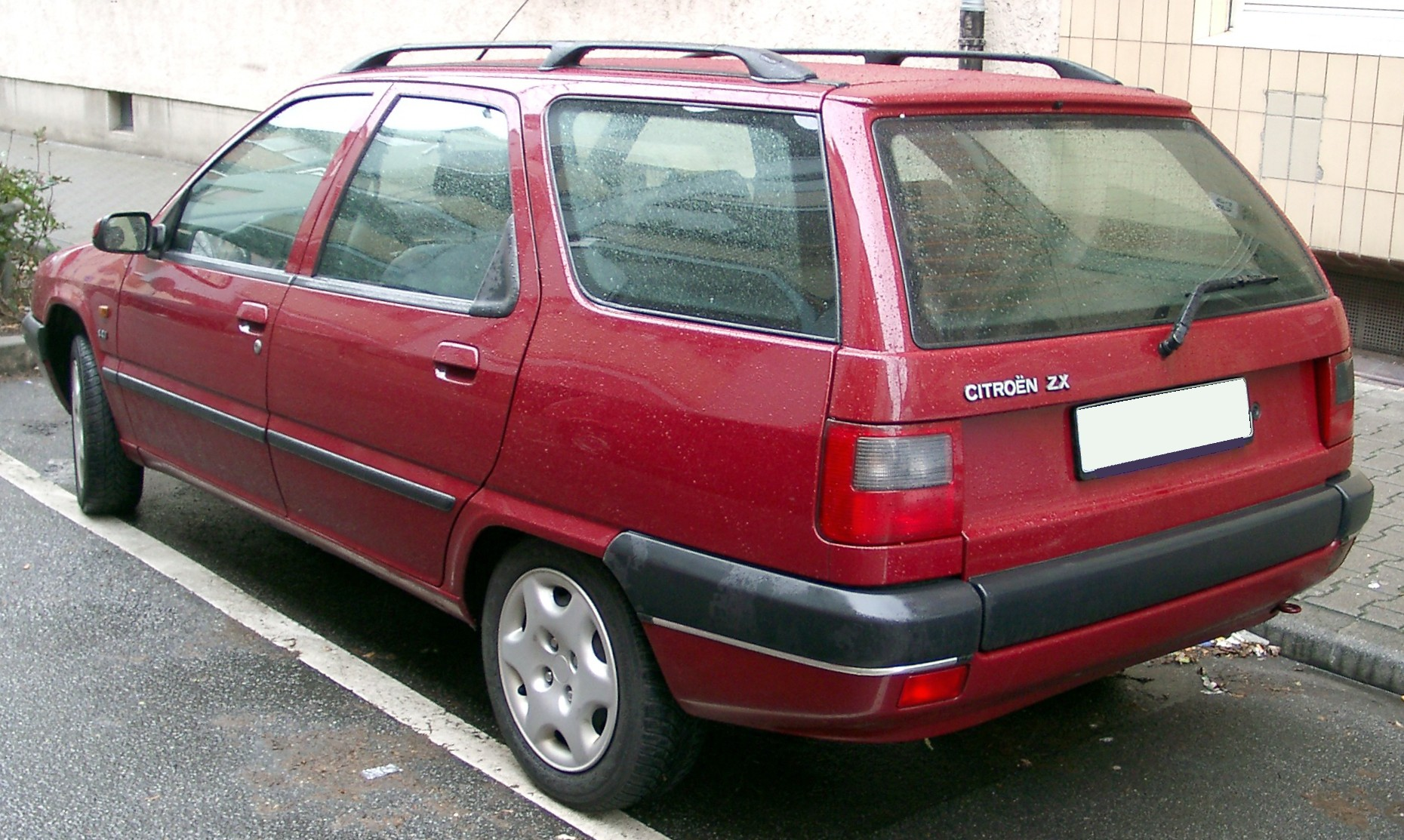
Citroën ZX Kombi

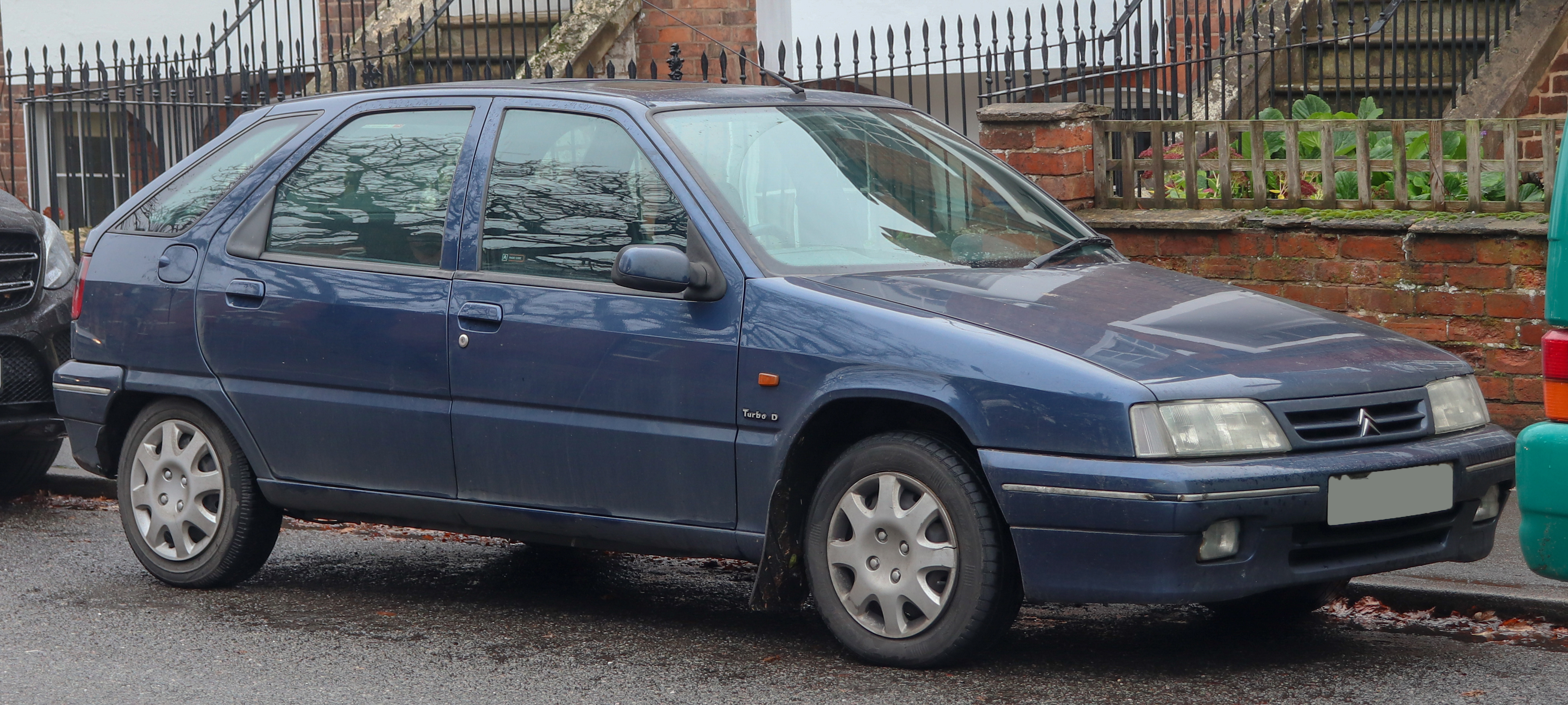
Citroën ZX po liftingu

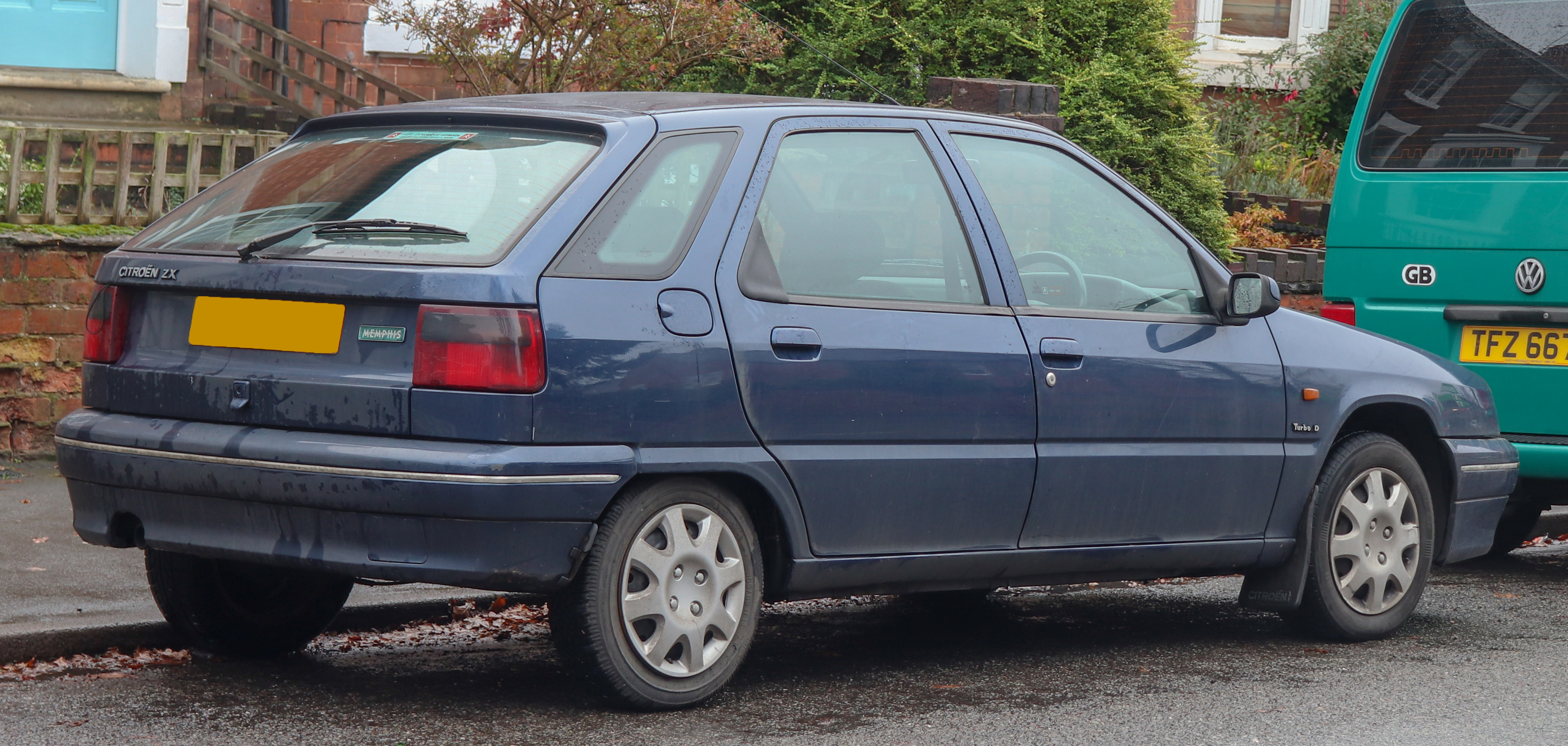
Citroën ZX - tył po liftingu

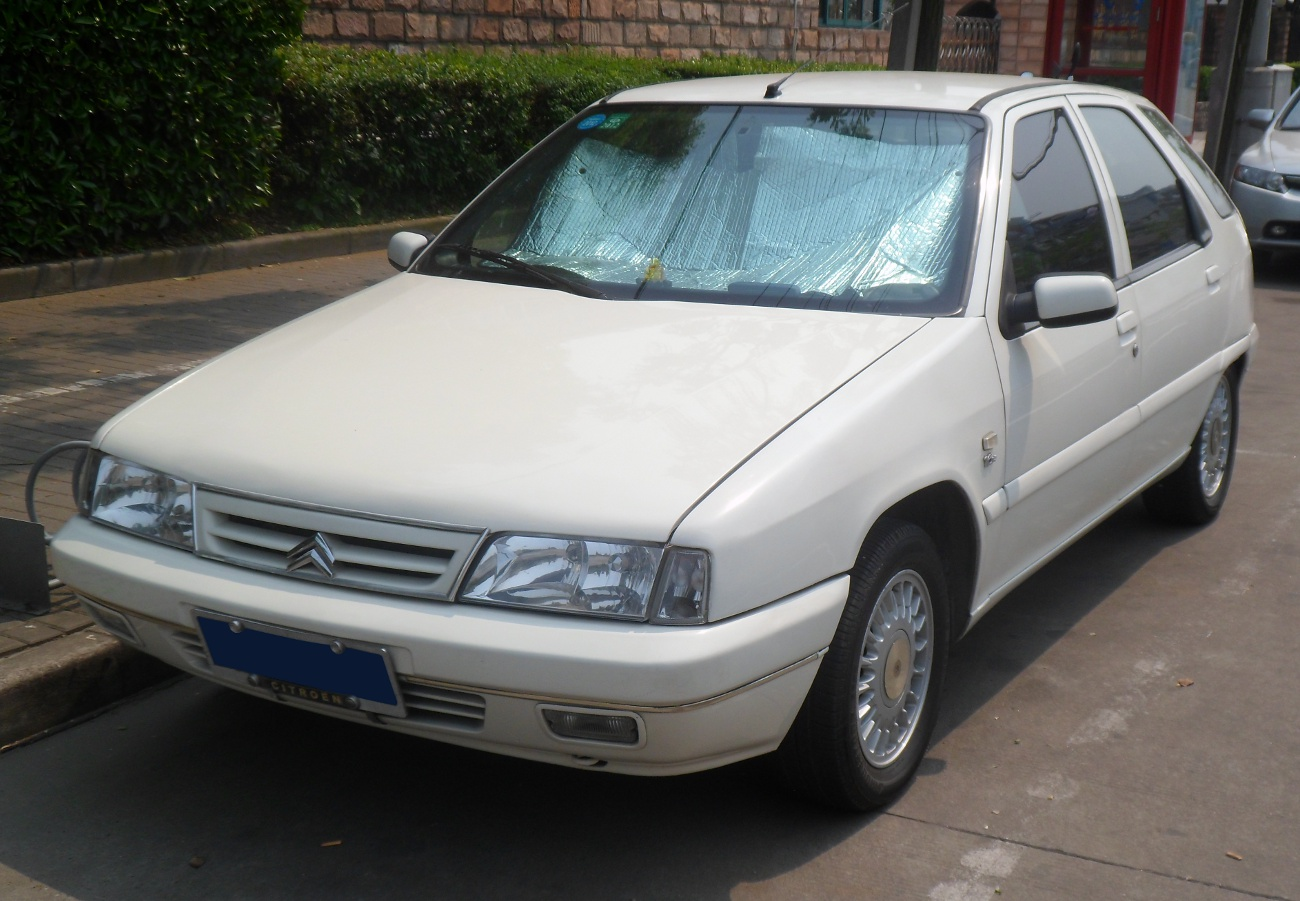
chiński Citroën Fukang

Produkcję rozpoczęto 16 marca 1991 roku. W 1992 roku Citroën ZX zajął 3. miejsce w europejskim konkursie na Samochód Roku. Początkowo przedstawiono wersję rajdową tego modelu (ZX Rallye Raide), która znacznie odbiegała od wersji produkowanej masowo. Zainteresowanie modelem znacznie wzrosło, gdy Citroën ZX zmiażdżył konkurencję podczas wyścigów w Baja Aragon w 1990, czy w rajdzie Paryż–Dakar. Prace nad samochodem trwały od 1986 roku. Model Citroën ZX był produkowany do 1998 roku, kiedy to zastąpił go model Citroën Xsara, przejmując wiele jego podzespołów. W czasie 7-letniej historii modelu sprzedano 1 709 215 sztuk. W plebiscycie na Europejski Samochód Roku 1992 model zajął 3. pozycję (za VW Golfem III i Oplem Astrą F).
Samonośne nadwozie typu hatchback, trzy i pięciodrzwiowe, oraz pięciodrzwiowe kombi nazwane Break. W 1990 roku Citroën wprowadził swój model do klasy kompakt, zdominowanej już przez Volkswagena Golfa i Forda Escorta. Niezwykle solidne zabezpieczenie antykorozyjne sprawiło, że dla Citroëna ZX-a problem rdzy nie istnieje (pod warunkiem, że auto nie przechodziło napraw blacharskich). W 1994 roku ZX przeszedł facelifting, po którym otrzymał nową maskę i atrapę chłodnicy, w tym roku także rozpoczęto produkcję wersji kombi.
Citroën ZX w bogatszych wersjach był wyposażony w przesuwaną tylną kanapę wraz z regulacją pochylenia oparcia. Pozwalało to na zwiększenie pojemności bagażnika kosztem miejsca dla pasażerów tylnego rzędu siedzeń.

### Citroën Fukang
Fukang to pierwszy model na rynek chiński opracowany przez spółkę Dongfeng Peugeot-Citroën Automobile. Powstała ona w ramach joint-venture francuskiego PSA i chińskiego Dongfeng Motor.
Fukang o oznaczeniu DC 7140 trafił na rynek w 1997 roku i był kontynuacją modelu ZX po drobnych zmianach. Nazwa Fukang w języku chińskim oznacza Pomyślność i Zdrowie W 1998 wprowadzono na rynek model Fukang 998 oraz limuzynę Fukang 998 VIP, która była produkowana do 2003, kiedy został zastąpiony przez model Citroën Elysée.
Między innymi dzięki sukcesowi modelu Fukang, Citroën osiągnął w 2001 8,5% udziału w rynku chińskim.

### Zawieszenie
Przednie zawieszenie Citroëna ZX to klasyczna kolumna MacPhersona. Natomiast z tyłu zastosowana została samoskrętna oś, dzięki której podczas pokonywania zakrętu z większą prędkością, tylne koła – pod wpływem siły odśrodkowej – skręcają się minimalnie w tę samą stronę co przednie. Sprawia to, że auto zachowuje się bardziej stabilnie oraz zmniejsza się ryzyko wypadnięcia z zakrętu.

### Wyposażenie
Citroëna ZX wyposażano m.in. w :
- skórzaną tapicerkę
- klimatyzację
- ABS
- centralny zamek
- elektryczne szyby
- elektryczne lusterko pasażera
- poduszkę powietrzną kierowcy
- podgrzewane fotele przednie
- spryskiwacze reflektorów
- elektryczny szyberdach
- wspomaganie kierownicy
- elektryczne sterowanie reflektorów
- przesuwaną tylna kanapę

### Silniki
| Data produkcji: | Oznaczenie:                                                          | Moc maksymalna:  | Prędkość maksymalna:                                                                                          | Przyspieszenie 0–100 km/h:    | Zużycie paliwa: | Zużycie paliwa: | Zużycie paliwa: |
| Data produkcji: | Oznaczenie:                                                          | Moc maksymalna:  | Prędkość maksymalna:                                                                                          | Przyspieszenie 0–100 km/h:    | przy 90 km/h | przy 120 km/h | w cyklu miejskim |
| --- | -------------------------------------------------------------------- | ---------------- | --- | ----------------------------- | --- | --- | --- |
| Silniki benzynowe o pojemności 1124 cm3 (typ TU1) |                                                                      |                  | |                               | | | |
| Silnik samochodów ZX 1.1 5-d. (typ N2-A1) oraz ZX 1.1 3-d. (typ N2-C9) |                                                                      |                  | |                               | | | |
| N2-A1: od marca 1991 N2-C9: od września 1992 | H1A (TU1K)                                                           | 44 kW (60 KM)    | 155 km/h | 16,8 s                        | 4,9 l/100 km | 6,3 l/100 km | 7,6 l/100 km |
| Silnik samochodów ZX 1.1i 5-d. (typ N2-A3) oraz ZX 1.1i 3-d. (typ N2-A4) |                                                                      |                  | |                               | | | |
| N2-A3: od marca 1991 N2-A4: od września 1992 | HDZ (TU1MZ lub TU1 MLZ)                                              | 44 kW (60 KM)    | 161 km/h | 16,8 s                        | 5,1 l/100 km | 6,8 l/100 km | 7,8 l/100 km |
| Silnik samochodów ZX 1.1i 5-d. (typ N2-A3) |                                                                      |                  | |                               | | | |
| od lipca 1992 | HDY (TU1MZ)                                                          | 40 kW (55 KM)    | 161 km/h |                               | 5,1 l/100 km | 6,8 l/100 km | 7,8 l/100 km |
| Silnik samochodów ZX 1.1i 5-d. (typ N2-L3) oraz ZX 1.1i 3-d. (typ N2-L2) |                                                                      |                  | |                               | | | |
| od listopada 1996 | HDZ (TU1M+)                                                          | 44,1 kW (60 KM)  | 161 km/h | 16,8 s                        | 5,1 l/100 km | 6,9 dl/100 km | 7,8 l/100 km |
| Silniki benzynowe o pojemności 1360 cm3 (typ TU3) |                                                                      |                  | |                               | | | |
| Silnik samochodów ZX 1.4 5-d. (typ N2-A7) oraz ZX 1.4 3-d. (typ N2-D2) |                                                                      |                  | |                               | | | |
| N2-A7: od marca 1991 N2-D2: od września 1992 | K2D (TU32K)                                                          | 55 kW (75 KM)    | 172 km/h | 13,7 s                        | 5,3 l/100 km | 6,8 l/100 km | 7,6 l/100 km |
| Silnik samochodów ZX 1.4i 5-d. (typ N2-A9) oraz ZX 1.4i 3-d. (typ N2-B1) oraz ZX Break 1.4i (typ N2-D7) |                                                                      |                  | |                               | | | |
| N2-A9: od marca 1991 N2-B1: od września 1992 N2-D7: od grudnia 1993 | KDY (TU3MZ lub TU3MLZ)                                               | 55 kW (75 KM)    | 172 km/h | 13,7 s                        | 5,4 l/100 km | 7,1 l/100 km | 8,5 l/100 km |
| Silnik samochodów ZX 1.4i 5-d. (typ N2-A9) oraz ZX 1.4i 3-d. (typ N2-B1) oraz ZX Break 1.4i (typ N2-D7) |                                                                      |                  | |                               | | | |
| N2-A9: od marca 1991 do września 1996 N2-B1: od września 1992 do września 1996 N2-D7: od lipca 1994 do listopada 1996 | KDX (TU3FMC/Z lub TU3FMCL/Z)                                         | 55 kW (75 KM)    | 172 km/h | 13,7 s                        | 5,4 l/100 km | 7,1 l/100 km | 8,5 l/100 km |
| Silnik samochodów ZX 1.4i 5-d. (typ N2-L9) oraz ZX 1.4i 3-d. (typ N2-L7) oraz ZX Break 1.4i (typ N2-M1) |                                                                      |                  | |                               | | | |
| od sierpnia 1996 | KFX (TU3JP)                                                          | 55 kW (75 KM)    | Berline: 174 km/h Break: 170 km/h                                                                             | 13,5 s                        | 5,5 l/100 km | 7,0 l/100 km | Berline: 8,5 l/100 km Break: 8,0 l/100 km                                                                                     |
| Silniki benzynowe o pojemności 1580 cm3 (typ XU5) |                                                                      |                  | |                               | | | |
| Silnik samochodu ZX 1.6i 5-d. (typ N2-B2) |                                                                      |                  | |                               | | | |
| od marca 1991 | B4A (X5M2K lub XU5M3K)                                               | 65 kW (89 KM)    | 181 km/h |                               | 5,4 l/100 km | 7,1 l/100 km | 9,3 l/100 km |
| Silnik samochodu ZX 1.6i BVA4 5-d. (typ N2-B2/A) |                                                                      |                  | |                               | | | |
| od lipca 1992 | B4A (XU5M4K)                                                         | 65 kW (89 KM)    | 175 km/h |                               | 5,9 l/100 km | 7,7 l/100 km | 9,8 l/100 km |
| Silnik samochodów ZX 1.6i 5-d. (typ N2-B4) oraz ZX 1.6i 3-d. (typ N2-B5) |                                                                      |                  | |                               | | | |
| N2-B4: od marca 1991 N2-B5: od września 1992 | BDY (XU5M4Z lub XU5M4LZ)                                             | 65 kW (89 KM)    | 177 km/h | 13,1 s                        | 5,7 l/100 km | 7,5 l/100 km | 9,2 l/100 km |
| Silnik samochodu ZX 1.6i BVA4 5-d. (typ N2-B4/A) |                                                                      |                  | |                               | | | |
| od marca 1992 | BDY (XU5M4Z)                                                         | 65 kW (89 KM)    | 171 km/h | 16,7 s                        | 6,0 l/100 km | 7,8 l/100 km | 9,8 l/100 km |
| Silnik samochodów ZX 1.6i 5-d. (typ N2-G1), ZX 1.6i 3-d. (typ N2-F9) oraz ZX 1.6i Break (typ N2-G2) |                                                                      |                  | |                               | | | |
| od lipca 1993 | BFZ (XU5JPLZ)                                                        | 65 kW (89 KM)    | Berline: 177 km/h Break: 172 km/h                                                                             | 13,1 s                        | Berline: 5,5 l/100 km Break: 5,6 l/100 km                                                                                     | Berline: 7,2 l/100 km Break: 7,5 l/100 km                                                                                     | 9,7 l/100 km |
| Silniki benzynowe o pojemności 1761 cm3 (typ XU7) |                                                                      |                  | |                               | | | |
| Silnik samochodów ZX 1.8i 5-d. (typ N2-E4), ZX 1.8i Automat (BVA) 5-d. (typ N2-E4/A), ZX 1.8i 3-d. (typ N2-E3), ZX 1.8i Automat (DVA4) 3-d. (typ N2-E3/A), ZX 1.8i Break (typ N2-F2) oraz ZX 1.8i Break Automat (typ N2-H4) |                                                                      |                  | |                               | | | |
| N2-E4, N2-E3: od października 1992 do września 1996 N2-E4/A, N2-E3/A: od sierpnia 1993 N2-F2, N2-H4: od lipca 1993 | LFZ (XU7JP/LZ)                                                       | 74 kW (103 KM)   | Skrzynia manualna: 188 km/h Skrzynia automatyczna: 176 km/h                                                   | 11,3 s                        | Skrzynia manualna: 5,6 l/100 km Skrzynia automatyczna: 6,1 l/100 km                                                           | Skrzynia manualna: 6,9 l/100 km Skrzynia automatyczna: 7,9 l/100 km                                                           | Skrzynia manualna: 9,4 l/100 km Skrzynia automatyczna: 10,5 l/100 km                                                          |
| Silnik samochodów ZX 1.8i 16V 5-d. (typ N2-G9) oraz ZX 1.8i 3-d. (typ N2-G8) |                                                                      |                  | |                               | | | |
| N2-G9: od lipca 1992 N2-G8: od września 1992 | L6A (XU7JPK)                                                         | 70 kW (95 KM)    | 188 km/h |                               | 5,6 l/100 km | 6,9 l/100 km | 9,4 l/100 km |
| Silnik samochodów ZX 1.8i 16V 5-d. (typ N2-K7), ZX 1.8i 16V 3-d. (typ N2-K5) oraz ZX 1.8i 16V Break (typ N2-K9) |                                                                      |                  | |                               | | | |
| od października 1996 | LFY (XU7JP4)                                                         | 81 kW (112 KM)   | Berline: 195 km/h Break: 193 km/h                                                                             | Berline: 10,5 s Break 11,3 s  | Berline: 5,7 l/100 km Break 5,8 l/100 km                                                                                      | Berline: 7,4 l/100 km Break 7,5 l/100 km                                                                                      | Berline: 9,5 l/100 km Break 9,5 l/100 km                                                                                      |
| Silniki benzynowe o pojemności 1905 cm3 (typ XU9) |                                                                      |                  | |                               | | | |
| Silnik samochodu ZX 1.9i Volcane 5-d. (typ N2-B6) |                                                                      |                  | |                               | | | |
| od marca 1991 | D6E (XU9JAK)                                                         | 93,5 kW (130 KM) | 205 km/h | 9,5 s                         | 6,0 l/100 km | 7,8 l/100 km | 10,1 l/100 km |
| Silnik samochodu ZX 1.9i 5-d. (typ N2-B8) |                                                                      |                  | |                               | | | |
| od marca 1991 do lipca 1992 | DKZ (XU9JAZ)                                                         | 88 kW (122 KM)   | 201 km/h |                               | 6,9 l/100 km | 8,8 l/100 km | 11,1 l/100 km |
| Silnik samochodu ZX 1.9i BVA4 5-d. (typ N2-B8/A) |                                                                      |                  | |                               | | | |
| od marca 1992 | DKZ-3 (XU9JAZ)                                                       | 88 kW (122 KM)   | 200 km/h |                               | 6,2 l/100 km | 8,2 l/100 km | 11,1 l/100 km |
| Silniki benzynowe o pojemności 1998 cm3 (typ XU10) |                                                                      |                  | |                               | | | |
| Silnik samochodów ZX 2.0i 5-d. (typ N2-E7), ZX 2.0i 3-d. (typ N2-E6) oraz ZX 2.0i Automat 5-d. (N2-J3) |                                                                      |                  | |                               | | | |
| N2-E7: od lipca 1992 N2-E6: od września 1992 N2-J3: od października 1994 | N2-E7: RFX (XU10J2CZ) N2-E6: RFX (XU10J2CLZ) N2-J3: RFX (XU10J2C/LZ) | 89 kW (123 KM)   | 201 km/h | 10,2 s                        | 6,1 l/100 km | 7,8 l/100 km | 10,6 l/100 km |
| Silnik samochodu ZX 2.0i 5-d. (typ N2-G4) |                                                                      |                  | |                               | | | |
| od lipca 1993 | R6D (XU10J2K)                                                        | 92 kW (128 KM)   | 205 km/h | 9,0 s                         | 6,0 l/100 km | 7,8 l/100 km | 10,6 l/100 km |
| Silnik samochodu ZX 2.0i 16V 3-d. (typ N2-F1) |                                                                      |                  | |                               | | | |
| od września 1992 | RFY (XU10J4DZ lub XU10J4DLZ) "ACAV"                                  | 112 kW (155 KM)  | 220 km/h | 9,0 s                         | 5,9 l/100 km | 7,8 l/100 km | 11,3 l/100 km |
| Silnik samochodu ZX 2.0i 16V 3-d. (typ N2-J9) |                                                                      |                  | |                               | | | |
| od października 1994 do sierpnia 1996 | RFT (XU10J4D/LZ) "ACAV"                                              | 110 kW (150 KM)  | 215 km/h | 9,4 s                         | 5,9 l/100 km | 7,8 l/100 km | 11,3 l/100 km |
| Silnik samochodu ZX 2.0i 16V 3-d. (typ N2-L1) |                                                                      |                  | |                               | | | |
| od września 1996 | RFS (XU10J4RS)                                                       | 120 kW (167 KM)  | 219 km/h | 8,5 s                         | 6,4 l/100 km | 8,1 l/100 km | 11,3 l/100 km |
| Silnik diesla o pojemności 1769 cm3 (typ XUD7) |                                                                      |                  | |                               | | | |
| Silnik samochodu ZX 1.8D 5-d. (typ N2-C1) |                                                                      |                  | |                               | | | |
| od października 1991 do lipca 1992 | A9A (XUD7)                                                           | 44 kW (60 KM)    | 157 km/h | 19,9 s                        | 4,4 l/100 km | 5,9 l/100 km | 6,5 l/100 km |
| Silniki diesla o pojemności 1905 cm3 (typ XUD9) |                                                                      |                  | |                               | | | |
| Silnik samochodów ZX 1.9D 5-d. (typ N2-C3) oraz ZX 1.9D DVA4 5-d. (typ N2-C3) |                                                                      |                  | |                               | | | |
| N2-C3: od października 1991 do lipca 1992 N2-C3 BVA4: od marca 1993 | D9B (XUD9A)                                                          | 51 kW (71 KM)    | Skrzynia manualna: 167 km/h Skrzynia automatyczna: 164 km/h                                                   | 16,1 s                        | Skrzynia manualna: 4,4 l/100 km Skrzynia automatyczna: 4,8 l/100 km                                                           | Skrzynia manualna: 5,9 l/100 km Skrzynia automatyczna: 6,5 l/100 km                                                           | Skrzynia manualna: 6,7 l/100 km Skrzynia automatyczna: 7,2 l/100 km                                                           |
| Silnik samochodów ZX 1.9D 5-d. (typ N2-C3), ZX 1.9D BVA4 5-d. (typ N2-C3), ZX 1.9D 3-d. (typ N2-C4), ZX break 1.9D (typ N2-D5) oraz ZX break 1.9D BVA4 (typ N2-H5)                                                          |                                                                      |                  | |                               | | | |
| N2-C3: od lipca 1992 N2-C3 BVA4: od lipca 1993 N2-C4: od września 1992 N2-D5, N2-H5: od grudnia 1993 | D9B (XUD9A/L)                                                        | 51 kW (71 KM)    | Skrzynia manualna: Berline: 167 km/h Break: 161 km/h Skrzynia automatyczna: Berline: 164 km/h Break: 151 km/h | Berline:16,1 s Break 18,7 s   | Skrzynia manualna: Berline: 4,4 l/100 km Break: 4,6 l/100 km Skrzynia automatyczna: Breline: 4,8 l/100 km Break: 4,8 l/100 km | Skrzynia manualna: Berline: 5,9 l/100 km Break: 6,2 l/100 km Skrzynia automatyczna: Breline: 6,5 l/100 km Break: 6,7 l/100 km | Skrzynia manualna: Berline: 6,7 l/100 km Break: 6,7 l/100 km Skrzynia automatyczna: Breline: 7,2 l/100 km Break: 7,2 l/100 km |
| Silnik samochodów ZX 1.9D 5-d. (typ N2-C5), ZX 1.9D 3-d. (typ N2-C6) oraz ZX 1.9D Break (typ N2-H2) |                                                                      |                  | |                               | | | |
| N2-C5: od grudnia 1991 do października 1994 N2-C6: od października 1992 do października 1994 N2-H2: od lipca 1993 do października 1994                                                                                      | DJZ (XUD9A/Y)                                                        | 47 kW (65 KM)    | 161 km/h |                               | 4,4 l/100 km | 5,9 l/100 km | 6,6 l/100 km |
| Silnik samochodów ZX 1.9D 3-d. (typ N2-H8), ZX 1.9D 5-d. (typ N2-H9), ZX 1.9D BVA 5-d. (typ N2-L5), ZX 1.9D Break (typ N2-J1) oraz ZX 1.9D BVA Break (typ N2-L6)                                                            |                                                                      |                  | |                               | | | |
| N2-H8, N2-H9, N2-J1: od października 1994 N2-L5, N2-L6: od listopada 1996 | DJY (XUD9AY/L3)                                                      | 50 kW (68 KM)    | Berline: 165 km/h Break: 160 km/h                                                                             | Berline: 16,7 s Break: 19,1 s | 4,5 l/100 km | 6,4 l/100 km | 6,9 l/100 km |
| Silniki turbodiesel o pojemności 1905 cm3 (typ XUD9T)) |                                                                      |                  | |                               | | | |
| Silnik samochodów ZX 1.9D Turbo 5-d. (typ N2-F5), ZX 1.9D Turbo 3-d. (typ N2-F4) oraz ZX Break 1.9D Turbo (typ N2-G5) |                                                                      |                  | |                               | | | |
| N2-F5: od lipca 1992 N2-F4: od września 1992 N2-G5: od grudnia 1993 | D8A (XUD9TE/L)                                                       | 67,5 kW (92 KM)  | Berline: 185 km/h Break: 179 km/h                                                                             | 11,1 s                        | Berline: 4,3 l/100 km Break: 4,4 l/100 km                                                                                     | Berline: 6,2 l/100 km Break: 6,4 l/100 km                                                                                     | Berline: 7,2 l/100 km Break: 7,2 l/100 km                                                                                     |
| Silnik samochodów ZX 1.9D Turbo 5-d. (typ N2-C7), ZX 1.9D Turbo 3-d. (typ N2-C8) oraz ZX 1.9D Turbo Break (typ N2-D9) |                                                                      |                  | |                               | | | |
| N2-C7: od lipca 1992 N2-C8: od września 1992 N2-D9: od lipca 1993 | DHY (XUD9TEY/L)                                                      | 66 kW (90 KM)    | 183 km/h | 11,8 s                        | 4,5 l/100 km | 6,5 l/100 km | 7,4 l/100 km |